# 炭店乡
炭店乡是中国陕西省咸阳市彬县下辖的一个乡。

## 行政区划
炭店乡下辖以下行政区：
河西村、东务村、西务村、于家塬村、雷北村、炭店村、乌苏村、底纬村、早饭头村、水北村、林家堡村、虎家湾村、张马洪村、吃茶坡村、刘家塬村、黄三村